# غوران درميتش
غوران درميتش (ولد في 4 يناير 1988 في زينيتسا) هو لاعب كرة قدم بوسني لعب سابقا مع نادي كريليا سوفيتوف سامارا يلعب كمدافع.

## روابط خارجية
- غوران درميتش على موقع قاعدة بيانات كرة القدم.إي يو (الإنجليزية)
- غوران درميتش على موقع Soccerway.com (الإنجليزية)